# 슈퍼 마리오 (영화)
《슈퍼 마리오》(영어: Super Mario Bros. 혹은 Super Mario Bros.: The Movie)는 영국과 미국에서 제작된 로키 모턴, 애너벨 쟁클 감독의 1993년 SF 판타지 모험 코미디 영화이다. 닌텐도의 비디오 게임 프랜차이즈 마리오가 원작이다. 밥 호스킨스, 존 레귀자모 등이 출연하였고, 제이크 에버츠 등이 제작에 참여하였다.
극장 흥행에 실패하였으며 역대 최악의 영화 중 하나로 꼽히지만 이후 컬트 지지층이 형성되었다.

## 출연진
- 밥 호스킨스 - 마리오 마리오 역
- 존 레귀자모 - 루이지 마리오 역
- 데니스 호퍼 - 대통령 “킹” 쿠파 역
- 서맨사 매시스 - 데이지 공주 / 여왕 역
- 피셔 스티븐스 - 이기 쿠파 역
- 리처드 에드슨 - 스파이크 쿠파 역
- 피오나 쇼 - 리나 역
- 모조 닉슨 - 키노피오 역
- 지아니 루소 - 앤서니 스커펠리 역
- 돈 레이크 - 사이먼 병장 역
- 랜스 헨릭슨 - 왕 역
- 프랭크 웰커 - 요시와 굼바 역 (목소리)
- 댄 캐스털러네타 - 해설

## 기타 제작진
- 공동 제작: 프레드 C. 커루소
- 협력 제작: 브래드 웨스턴
- 배역: 맬리 핀, 돈 핀
- 미술: 데이비드 L. 스나이더
- 의상: 조지프 포로

## 같이 보기
- 비디오 게임을 원작으로 한 영화 목록